# Mise-en-scène

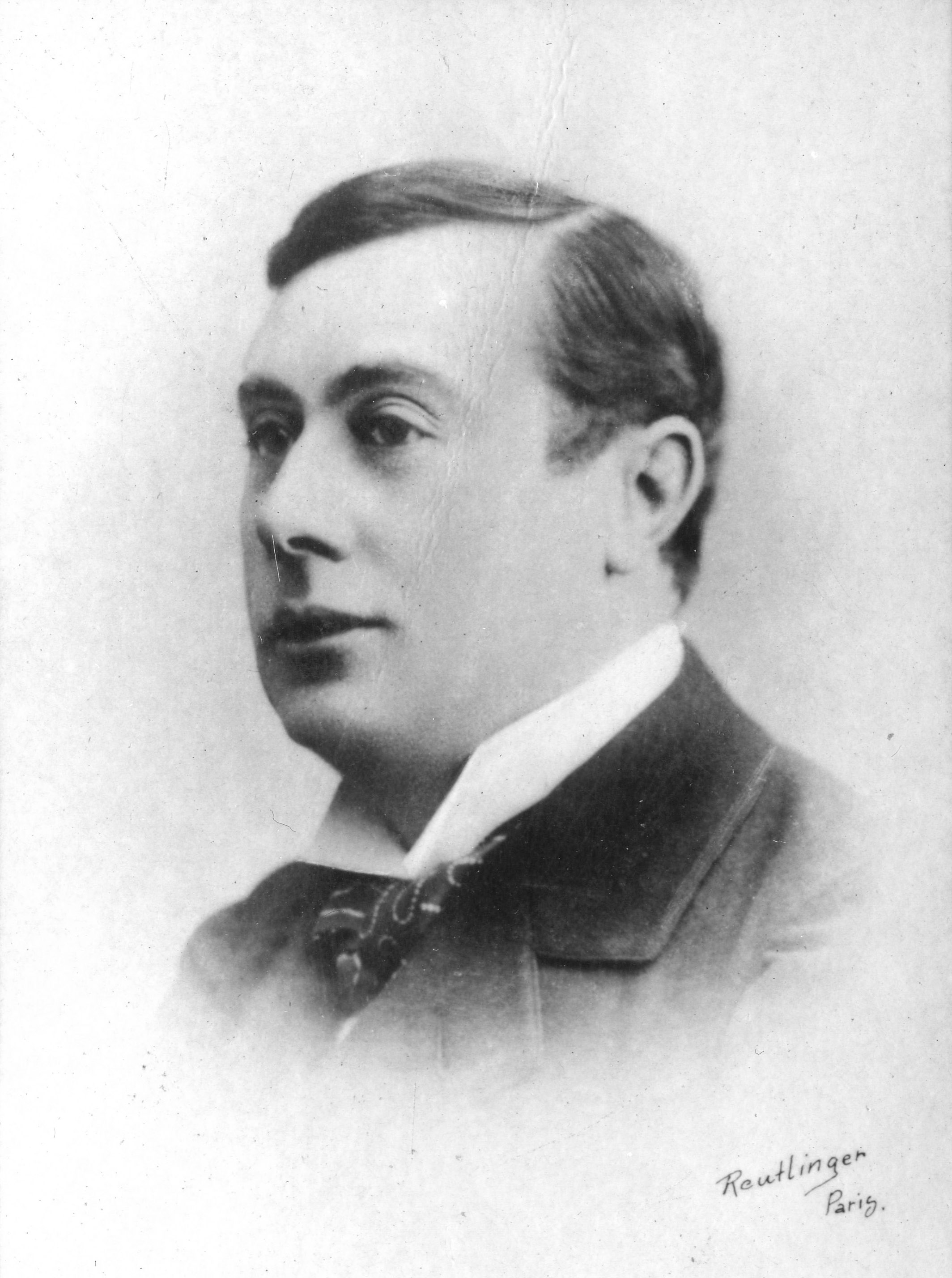
André Antoine (1858-1943) was een acteur en regisseur die belangrijk was voor de ontwikkeling van de moderne Franse mise-en-scène.

Mise-en-scène of toneelschikking is een oorspronkelijk Franse theaterterm die voor het eerst werd gebruikt in 1833. Het begrip duikt later op in de fotografie en in de filmkunst als onderdeel van de beeldtaal. Het betreft de inhoud van het beeld, de enscenering. In het Engels noemt men het 'to block the actors', wat de Nederlandse filmindustrie verbasterde tot het 'blocken' van de acteurs. De mise-en-scène bestaat uit verschillende disciplines. Een styliste en of modiste verzorgen de kleding en de hoofddeksels, de rekwisieten worden verzameld door de rekwisiteur, de inspiciënt, of toneelknecht, de grimeur schminkt de acteurs en zorgt voor hun make up. Behoren verder tot de mise-en-scène: het acteren (als het geheel van de houding, de expressie, de lichaamstaal, de mimiek, de gebarentaal van de acteurs en hun interactie), de belichting, de omgeving, ook wel de (arena) genoemd en de iconische tekens.

## De omgeving
De filmmaker kan locaties gebruiken of creëren, afhankelijk van wat hij wil tonen. Dat kan gestileerd of naar de realiteit. Vaak combineert men in film studio-opnames, met of zonder decor, met maquettes, en met echte achtergronden. Bij 'matting' schuift men een opname op de voorgrond (doorgaans een actie) over een dik geschilderde achtergrond. Computeranimatie speelt tegenwoordig een grote rol om een omgeving te creëren.

## Iconische tekens
Iconische tekens is een verzamelterm voor afbeeldingen, pictogrammen, bordschema’s, tekeningen, symbolen, een rebus, een Logo, clipart, een emoticon, een infographic, graffiti, verkeersborden. Ook tekstboodschappen uit kranten, briefjes, tatoeages kunnen hiertoe gerekend worden. Ze visualiseren een 'idee' of een 'begrip' en stellen de regisseur zo in staat om snel een boodschap aan de kijker duidelijk te maken.
Voorbeelden van attributen en kledij
- De openingsscène van Patton is 'desoriënterend', de kijker kan de beeldgrootte niet inschatten. Vervolgens toont het beeld alle belangrijke attributen van de generaal en suggereert het beeld een massa volk, terwijl de kijker maar één personage te zien krijgt.
- De openingsscène van Midnight Cowboy tekent het karakter van het hoofdpersonage Joe Buck én de omgeving waaraan die wil ontsnappen. Regisseur John Schlesinger gebruikt hiervoor een reeks attributen: het vest, de hoed en de koffer in gevlekte koeienhuid maken van Buck een verklede cowboy. De attributen, de handeling en de locatie 'vertellen' alles. Hij wast zijn vroegere leven weg, de verkleedpartij geeft hem een nieuw leven als prijshengst, want hij is een mislukking. Dat horen we op het einde van de scène. De scène begint met de douche en deodorant. In de Amerikaanse film bestaat er geen twijfel over waar hij spuit. Dit toonde dat het om een gigolo ging. In de Europese versie is dit niet te zien. De scène toont een ‘aftands’ provinciestadje als decor. Waar hij heengaat is niet duidelijk, maar dat hij vertrekt is zeker.
- De details maken in Saving Private Ryan deel uit van deze mise-en-scène: de drinkbus die uitloopt, de kogels op de helm, het afnemen van de munitie van de man zonder been, de man die zijn helm afneemt, verwonderd over zijn overleven. Opvallend is ook hoe er van een algemeen shot naar een close-up wordt gegaan zonder zoom of cut.

Voorbeelden van iconische tekens
- Memento is een film waarbij de hoofdfiguur zijn geheugen verliest en een beroep doet op spiekbriefjes en tatoeages om herinneringen te bewaren.
- De openingsscène van Boyz n the Hood gebruikt een massa aan iconische tekens.